# Pagali
Pagali è una circoscrizione rurale (rural ward) della Tanzania situata nel distretto di Kati, regione di Zanzibar Centro-Sud. Conta una popolazione di 720 abitanti (censimento 2012).